# Dudley Randall
Dudley Felker Randall, né le 14 janvier 1914 à Washington, mort le 5 août 2000 à Southfield dans le Michigan, est un poète, éditeur, militant des droits civiques américain. Par les publications de sa maison d'édition, Broadside Lotus Press (en), il a fait connaître les poètes afro-américains et plus particulièrement ceux du Black Arts Movement.

## Biographie

### Jeunesse et formation
Dudley Randall est le troisième enfant du révérend Arthur George Clyde, un pasteur, et d'Ada Viola Bradley Randall, une enseignante. En 1920 la famille Randall emménage à Détroit, dans le Michigan, où Dudley grandit avec des trois frères (James, Arthur et Philip) et sa sœur Esther. À l'âge de 4 ans il rédige son premier poème sur l'air Maryland, my Maryland,. À l'âge de 13 ans, il publie des poèmes dans la rubrique "jeunes poètes" (Young Poets) du journal le Detroit Free Press,. Pendant ses jeunes années il lit les poètes anglais et américains et notamment Jean Toomer et Countee Cullen qui l'influenceront dans son écriture.
Son père, socialement engagé, l’emmène lui et sa fratrie à des conférences animées par des leaders de la récente National Association for the Advancement of Colored People (NAACP) tels que W.E.B Du Bois, Walter White et James Weldon Johnson.
À 16 ans (en 1930), il achève ses études secondaires menées à la Eastern High School,.

### Carrière
De 1932 à 1937, il travaille dans les fonderies de la Ford Motor Company de Dearborn dans la banlieue de Détroit. Puis de 1937 à 1943, il travaille dans les services de la Poste américaine et milite au sein du syndicat la National Association of Letter Carriers (en).
De 1943 à 1945, il est enrôlé dans l'armée américaine, où il combat sur le front du Pacifique Sud pendant la seconde guerre mondiale.
De retour à la vie civile, il reprend des études à la Wayne State University où il obtient le Bachelor of Arts (licence) en 1949, il parfait ses études en soutenant avec succès son Master of Library and Information Science (mastère 2 de bibliothécaire) à l'université du Michigan en 1951.
De 1951 à 1954, il est le bibliothécaire de la Lincoln University (Missouri) (en) de Jefferson dans le Missouri.
De 1954 à 1956, il est le bibliothécaire de l'université d'État Morgan de Baltimore, dans le Maryland.
De 1956 à 1969, il retourne à Détroit, où il travaille au service de gestion des bibliothèques du comté de Wayne, où il devient Chef de service des achats et des prêts.
Durant cette période, il visite l'Europe, l'Afrique et la Russie. Parlant couramment le russe, il traduit de nombreux poèmes russes en anglais.
En 1965, il fonde sa maison d'édition, Broadside Press, qui publie de nombreux poètes afro-américains, notamment du Black Arts Movement.
Le premier livre édité par Broadside Press est Poem Counterpoem (1966), co-écrit par Dudley Randall et Margaret Danner (en).
Les éditions Broadside Press vont faire connaître des poètes afro-américains à une époque à un moment où il était difficile pour eux de se faire éditer. Peu à peu Broadside Press par la qualité de ses livres, cassette audio, disques, affiches, devint une référence pour les bibliothèques et universités dans le monde entier. En 1977, Broadside Press connait des difficultés, la maison d'édition est rachetée par l'Alexander Crummell Memorial Center de Detroit. Dudley Randall vieillit, dans les années 1980, le Black Arts Movement s'essouffle, finalement, en 1985, Randall cède Broadside Press à Hilda et Don Vest qui renouvellent le catalogue.

### Archives
Les archives de Dudley Randall sont déposées et consultables à la bibliothèque "Bentley Historical Library (en)" de l'Université du Michigan.

### Vie privée
- Le 27 mai 1935, il épouse Ruby Hands, ils divorcent le 20 décembre 1942, ils ont une fille, Phyllis Randall Sherron.
- En 1943, il épouse Mildred Pinckney, ils divorcent en 1956.
- Le 4 mai 1957, il épouse Vivian Barnett Spencer[2].

Dudley repose au cimetière historique d'Elmwood à Détroit.

## Œuvres (sélection)
- For Malcolm: Poems on the Life and Death of Malcolm X, Broadside Press, 1er décembre 1969, 126 p. (ISBN 9780910296120),
- More To Remember; Poems Of Four Decades, Third World Press, 1971, 88 p. (ISBN 9780910296588, lire en ligne),
- Black Poetry: A Supplement to Anthologies Which Exclude Black Poets, Broadside Press, 1971, 48 p. (ISBN 9780910296090),
- Love You, Paul Breman, 1971, 16 p. (ISBN 9780910296649),
- The Black Poets, Bantam, 1 décembre 1971, rééd. 1 avril 1985, 384 p. (ISBN 9780553275636),
- After the Killing, Broadside Press, 1973, rééd. 1983, 16 p. (ISBN 9780883780442),
- Broadside Memories: Poets I Have Known, Broadside Press, 1er juin 1975, 76 p. (ISBN 9780910296410, lire en ligne),
- A Litany Of Friends: New And Selected Poems, Lotus Press, 1981, 114 p. (ISBN 9780916418335, lire en ligne),
- Homage to Hoyt Fuller, Broadside Press, 28 juin 1984, 356 p. (ISBN 9780910296243),
- Roses and Revolutions : The Selected Writings, African American Life Series, 18 août 2009, 243 p. (ISBN 9780814334454) .

## Prix et distinctions
- 1981 : nomination au titre de premier Poète lauréat de la ville de Détroit par le maire Coleman A. Young[15],
- 1982 : boursier du National Endowment for the Arts[16].
- 1986 : boursier du National Endowment for the Arts.

### Articles
- (en-US) Gwendolyn Fowlkes, « An Interview with Dudley Randall », The Black Scholar, Vol. 6, No. 9,,‎ juin 1975, p. 87-90 (4 pages) (lire en ligne ) ,
- (en-US) Charles H. Rowell, « In Conversation with Dudley Randall », Obsidian, Vol. 2, No. 1,‎ printemps 1976, p. 32-44 (13 pages) (lire en ligne) ,
- (en-US) John M. Reilly, « Literature and Ideology », MELUS, Vol. 8, No. 3,,‎ automne 1981, p. 11-14 (4 pages) (lire en ligne ),
- (en-US) D. H. Melhem, « Dudley Randall: A Humanist View », Black American Literature Forum, Vol. 17, No. 4,‎ hiver 1983, p. 157-167 (11 pages) (lire en ligne) ,
- (en-US) Lena Ampadu & Dudley Randall, « The Message Is in the Melody: An Interview with Dudley Randall », Callaloo, Vol. 22, No. 2,‎ printemps 1999, p. 438-445 (8 pages) (lire en ligne)
- (en-US) Alvin Aubert, « In Memoriam: Dudley Felker Randall (1914-2000) », Callaloo, Vol. 23, No. 4,‎ 2000, p. 1170-1171 (lire en ligne)
- (en-US) Evelyn Leasher, « Broadside Press of Detroit », Michigan Historical Review, Vol. 26, No. 1,‎ printemps 2000, p. 106-123 (18 pages) (lire en ligne),
- (en-US) Mark V. Waters, « Dudley Randall and the Liberation Aesthetic : Confronting the Politics of  "Blackness" », CLA Journal, Vol. 44, No. 1,‎ septembre 2000, p. 111-132 (22 pages) (lire en ligne)
- (en-US) Evelyn Leasher, « Broadside Press of Detroit », Michigan Historical Review, Vol. 26, No. 1,‎ 2000, p. 106-123 (lire en ligne)
- (en-US) Melba Joyce Boyd, « Biographies, Autobiographies, and Memoirs, Taking Poetic License: a Poet Writing About Poets », The Black Scholar, Vol. 38, No. 2/3,‎ été 2008, p. 10-13 (4 pages) (lire en ligne ) ,

### Essais
- (en-US) Julius E. Thompson, Dudley Randall, Broadside Press, and the Black Arts Movement in Detroit, 1960-1995, McFarland & Company, 1er novembre 1998, 360 p. (ISBN 9780786403608, lire en ligne),
- (en-US) Melba Joyce Boyd, Wrestling With the Muse: Dudley Randall and the Broadside Press, Columbia University Press, 1er février 2004, 368 p. (ISBN 9780231130264),
- (en-US) Dave Dempsey & Jack Dempsey, Ink Trails: Michigan's Famous and Forgotten Authors, Michigan State University Press, 1er août 2012, 200 p. (ISBN 9781611860603),

## À voir aussi